# Back to Basics
Back to Basics je album americké zpěvačky Christiny Aguilery, které vyšlo 9. srpna 2006 po čtyřleté hudební odmlce. Album je inspirované hudbou ze 40. let, ale lze na něm objevit i pár písní, které navazují na předešlé album.
Prvním singlem z alba se stala píseň "Ain't No Other Man", která obdržela i prestižní cenu Grammy Award, pro nejlepší ženskou píseň.

## Seznam písní
Disk 1
1. "Intro (Back to Basics)" – 1:47
2. "Makes Me Wanna Pray" – 4:10
3. "Back in the Day" – 4:13
4. "Ain't No Other Man" – 3:48
5. "Understand" – 3:46
6. "Slow Down Baby" – 3:29
7. "Oh Mother" – 3:46
8. "F.U.S.S." – 2:21
9. "On Our Way" – 3:36
10. "Without You" – 3:56
11. "Still Dirrty" – 3:46
12. "Here to Stay" – 3:19
13. "Thank You (Dedication to Fans)" – 4:59

Disk 2
1. "Enter the Cirkus" – 1:42
2. "Welcome" – 4:10
3. "Candyman" – 3:14
4. "Nasty Naughty Boy" – 4:45
5. "I Got Trouble" – 3:42
6. "Hurt" – 4:03
7. "Mercy on Me" – 4:33
8. "Save Me from Myself" – 3:13
9. "The Right Man" – 3:51
10. "Back to Basics" – 10:07

## Umístění ve světě
| Hitparáda         | Umístění |
| ----------------- | -------- |
| USA               | 1        |
| Velká Británie    | 1        |
| Argentina         | 3        |
| Austrálie         | 1        |
| Rakousko          | 1        |
| Belgie            | 2        |
| Kanada            | 1        |
| Česko             | 4        |
| Dánsko            | 2        |
| Nizozemsko        | 1        |
| Estonsko          | 2        |
| Finsko            | 6        |
| Francie           | 10       |
| Německo           | 1        |
| Řecko             | 2        |
| Maďarsko          | 3        |
| Hong Kong         | 1        |
| Indonésie         | 1        |
| Irsko             | 1        |
| Izrael            | 8        |
| Itálie            | 3        |
| Japonsko          | 7        |
| Korea             | 1        |
| Mexiko            | 3        |
| Nový Zéland       | 2        |
| Norsko            | 4        |
| Filipíny          | 1        |
| Polsko            | 9        |
| Portugalsko       | 26       |
| Singapur          | 1        |
| Španělsko         | 5        |
| Švédsko           | 2        |
| Švýcarsko         | 1        |
| Tchaj-wan         | 1        |
| Thajsko           | 1        |
| Wales             | 1        |
| Světová hitparáda | 4        |

| Prodejnost | Počet      |
| ---------- | ---------- |
| Celkem     | 3,836,675* |

- - Stále v prodeji